# Enscepastra
Enscepastra é um gênero de traça pertencente à família Agonoxenidae.